# Ziemsko
Ziemsko [pronunciación en polaco: /ˈʑemskɔ/] (alemán: Zamzow) es un pueblo ubicado en el distrito administrativo de Gmina Drawsko Pomorskie, dentro del Condado de Drawsko, Voivodato de Pomerania Occidental, en el norte de Polonia occidental. Se encuentra aproximadamente a 11 kilómetros al suroeste de Drawsko Pomorskie y a 74 kilómetros al este de la capital regional Szczecin.
Antes de 1945, el área fue parte de Alemania. Para la historia de la región, vea Historia de Pomerania.